# Raúl Silva Henríquez
Pour les articles homonymes, voir Silva et Henriquez.
Raúl Silva Henríquez (27 septembre 1907 - 9 avril 1999) est un cardinal chilien, archevêque de Santiago du Chili de 1961 à 1983.

## Repères biographiques

### Prêtre
Issu d'une famille nombreuse d'ascendance portugaise, il étudie le droit à l'Université pontificale catholique du Chili avant d'entrer chez les Salésiens de Dom Bosco en 1930. Il est ordonné prêtre le 3 juillet 1938 à Turin.

### Évêque
Nommé évêque de Valparaíso par le pape Jean XXIII le 24 octobre 1959, il est consacré le 29 novembre suivant. Il est ensuite nommé archevêque de Santiago du Chili le 14 mai 1961. Il occupera cette fonction jusqu'au 3 mai 1983.

### Cardinal
Il est créé cardinal par le pape Jean XXIII au consistoire du 19 mars 1962 et participe au Concile Vatican II.
Fondateur de l'Universidad Academia de Humanismo Cristiano, du Comité de Coopération pour la Paix au Chili (COPACHI) et du Vicaría de la Solidaridad, le cardinal Silva a été un opposant prononcé au général Pinochet au pouvoir de 1973 à 1990. Cinq jours de deuil national ont été déclarés à l'annonce de sa mort.
Défenseur ardent de la justice sociale, il a notamment reçu le prix des droits de l'homme des Nations unies le 11 décembre 1978, et le prix Bruno-Kreisky le 19 octobre 1979.

## Succession apostolique
Raúl Silva Henríquez a ordonné les évêques suivants :
- Évêque Enrique Alvear Urrutia (1963)
- Évêque Raul Silva Silva (de) (1963)
- Évêque Gabriel Larraín Valdivieso (de) (1966)
- Évêque Ramón Salas Valdés (de), S.I. (1967)
- Évêque Fernando Ariztía Ruiz (es) (1967)
- Évêque Fernando José Ismael Errázuriz Gandarillas (1969)
- Évêque Sergio Valech Aldunate (1973)
- Évêque Tomás Osvaldo González Morales (es), S.D.B. (1974)
- Archevêque Francisco José Cox (es) (1975)
- Évêque Manuel Vial (es), P. Schönstatt (it) (1980)
- Évêque Alberto Jara Franzoy (de) (1982)